# جوليانو سيميوني
جوليانو سيميوني بالديني (مواليد 18 ديسمبر 2002) هو لاعب كرة قدم أرجنتيني محترف يلعب كمهاجم لصالح نادي أتلتيكو مدريد الدوري الإسباني. ولد في إيطاليا، ويلعب لصالح المنتخب الأرجنتيني.

## حياته
وُلِد سيميوني في روما وكان والده يلعب لصالح لاتسيو، ثم عاد إلى الأرجنتين ليعيش مع والدته في سن الرابعة، وبدأ مسيرته مع ريفر بليت. في سبتمبر 2019، انتقل إلى فئات الشباب في أتلتيكو مدريد. لم بتمكن نادي ريفر الاحتفاظ به، نظراً لأنه لا يمتلك عقد احترافي، وتمت الموافقة على هذه الخطوة لاحقًا من قبل الاتحاد الدولي لكرة القدم.

## مسيرته الكروية

#### أتليتيكو مدريد ب
شارك سيميوني لأول مرة مع فريق أتلتيكو مدريد ' في 17 يناير 2021، حيث بدأ وسجل الهدف الافتتاحي في مباراة خارج أرضه في دوري الدرجة الثانية ب بالتعادل 1–1 ضد نادي بوبلنس. وسجل ثلاثة أهداف أخرى في الدوري الإسباني الدرجة الثانية ب 2020–21، لكن فريقه عانى من الهبوط.
بعد قضاء فترة ما قبل الموسم 2021 مع الفريق الأول، عاد سيميوني إلى فريق ب الذي يلعب الآن في دوري الدرجة الثالثة الإسباني لكرة القدم، وسجل ثمانية أهداف في 11 مباراة بين شهري نوفمبر وديسمبر.
ظهر لأول مرة مع فريق أتلتيكو مدريد الأول في مباراة انتهت بنتيجة 0–0 في الدوري الإسباني مع غرناطة في 20 أبريل 2022، دخل كبديل في الدقيقة 91.

#### إعارة لريال سرقسطة وألافيس
في 4 يوليو 2022، تمت إعارة سيميوني إلى فريق ريال سرقسطة في دوري الدرجة الثانية الإسباني لهذا الموسم. سجل هدفه الاحترافي الأول بعد شهرين، مسجلاً الهدف الافتتاحي في خسارة 2-1 على أرضه أمام نادي CD Lugo.
في 21 يوليو 2023، جدد سيميوني عقده مع أتليتي حتى عام 2028، وانتقل على سبيل الإعارة إلى ديبورتيفو ألافيس في الدرجة الأولى، لعام واحد. في 6 أغسطس، خلال مباراة ودية قبل الموسم ضد نادي بورغوس، تعرض لكسر في الشظية، عانى من إصابة في الكاحل بعد تدخل من خوسيه خواكين ماتوس.

#### العودة إلى أتلتيكو مدريد
يعود سيميوني إلى ناديه الأصلي أتلتيكو مدريد قبل موسم 2024-25. في 3 نوفمبر 2024، سجل هدفه الأول للنادي في فوز 2–0 على لاس بالماس.
في 29 يناير 2025، سجل هدفه الأول في دوري أبطال أوروبا وقدم تمريرة حاسمة في فوز 4–1 خارج الأرض على آر بي سالزبورغ.

## مسيرته الدولية
في عام 2024، تم اختيار سيميوني لتمثيل الأرجنتين في دورة الألعاب الأولمبية الصيفية 2024، حيث سجل في المباراة الافتتاحية، والتي خسرها المنتخب الأرجنتيني 2-1 أمام المغرب.
شارك لأول مرة مع المنتخب الوطني الأول لكرة القدم في 19 نوفمبر من نفس العام ضد منتخب بيرو لكرة القدم في تصفيات كأس العالم 2026. أصبح الابن الثاني لدييغو سيميوني الذي يلعب لصالح الأرجنتين بعد جيوفاني سيميوني.

## حياته الشخصية
سيميوني هو ابن مدرب كرة القدم دييغو سيميوني. شقيقاه جيوفاني وجيانلوكا هم أيضًا لاعبو كرة قدم.